# Arancia rossa di Sicilia (IGP)
Arancia rossa di Sicilia - Orange sanguine de Sicile - est une IGP d'orange sanguine aux fruits d'une couleur rouge plus ou moins intense. Elle couvre une zone de production de 32 communes des provinces d'Enna, Catane et Syracuse, en Sicile.

## Histoire
Le sud-est de la Sicile bénéficie de conditions privilégiées pour le culture de l'orange sanguine. Du point de vue pédoclimatique les sols volcaniques profonds et les fortes amplitudes thermiques hivernales donnent des fruits rouges colorés d'anthocyanes caractéristiques en particulier le delphinidine-3-glucoside, la cyanidine-3-glucoside et la cyanidine-3-(6-malonylglucoside). Le jus d'orange pigmentée a une capacité antioxydante plus élevée que le jus d'orange blonde. Mais aussi une sélection variétale locale avec une amélioration continue a isolé des cultivars spécialement sanguins. Ce sont eux qui sont plantés dans les vergers agrumicoles de par le monde visant à produire des oranges sanguines. Selon Giovanni Battista Ferrari (1646) l'introduction des oranges pigmentées en Sicile aurait été faite par des missionnaires revenant des Philippines.
La production agricole est depuis toujours la première activité économique de la Sicile. La politique de  qualité est conduite par l'Instituto Zooprofilattico Sperimentale delle Sicilia, établissement public qui a certifié Limone di Siracusa IGP. Le Consorzio Distretto Produttivo Agrumi di Sicilia est stratège des labels de qualité d'agrumes: l'orange sanguine IGP, Limone Interdonato IGP,  Arancia di Ribera DOP, et Mandarine Tardive de Ciaculli.

## L'IGP
Le consortium de tutelle est fondé à Catane en 1994, il regroupe environ 500 producteurs, 74 conditionneurs et 50 transformateurs. Le Règlement CE n. 1107/96 de la Commission du 12 juin 1996 publié le 14 octobre 1997 enregistre l' Arancia Rossa di Sicilia dont le Cahier des charges est publié le même jour à la Gazzetta ufficiale. La décret du 19 aout 2022 nomme le certificateur Agroqualità. 

### Délimitation
La zone de production couvre à l'est de la Sicile:
- Province de Catane: Catane, Adrano, Belpasso, Biancavilla, Caltagirone, Castel di Judica, Grammichele, Licodia Eubea, Mazzarrone, Militello Val di Catania, Mineo, Misterbianco, Motta Sant'Anastasia, Palagonia, Paterno, Ramacca, Santa Maria di Licodia, Scordia.

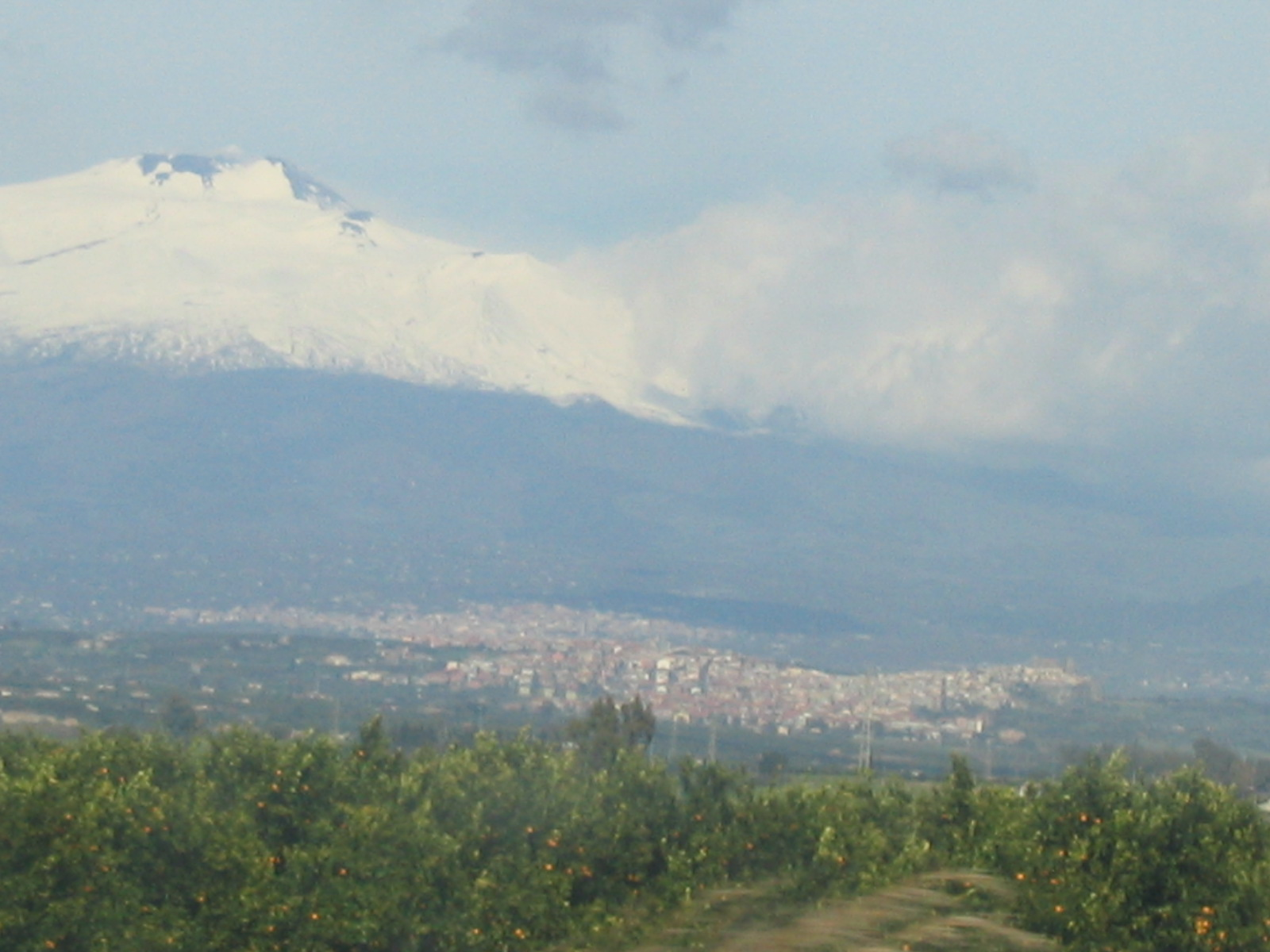
Orangers au pied de l'Etna à Motta Sant'Anastasia-Belpasso

- Province de Siracuse: Lentini, Francofonte, Carlentini, Buccheri, Melilli, Augusta, Priolo, Siracuse, Floridia, Solarino, Sortino.

- Province d'Enna: Centuripe, Regalbuto, Catenanuova.

### Variétés admises
Les variétés 'Tarocco' (Comune, Galice, Gallo, Nucellare, Catania), 'Moro' (Comune, di Lentini, Nucellare) et 'Sanguinello' (Comune, Moscato, Nucellare, Cuscunà) sont admises. 'Moro' commence à produire fin décembre, suivie par 'Tarocco' en janvier et enfin la plus tardive 'Sanguinello'.

### Production - Changement climatique
45 000 ha sont cultivés dans la zone du label qui produisaient 26 000 t en 2020 et 29 000 t en 2023.
Le réchauffement climatique entraine une sécheresse préjudiciable à l'oranger, les oranges sont petites, les arbres fragilisés, la hausse des températures provoque un murissement précoce au moment les plus secs et une récolte retardée par le manque de froid, une hausse du niveau de sucre affecte la saveur, les techniques d'irrigation actuelles sont promues mais les réserves d'eau sont déficientes,. Le Consortium déplore l'absence de stratégie et de moyens pour la rétention et l'adduction de l'eau.

### Produits dérivés
L'orange sanguine est commercialisée en jus, en soda, dans les apéritifs Aperol Spritz, Spritz et Negroni sicilien. Amara est une Liqueur d'orange sanguine  médaille d'or de la Sélection Spiritueux du Concours Mondial de Bruxelles (2024), la marmelade d'orange sanguine, les chocolats à l'orange sanguine sont des classiques.
Le Festival de l'Orange Sanguine de Sicile IGP se déroule à Centuripe fin avril.